# Легат Петра Коњовића
Легат Петра Коњовића је посебна библиотека целина Градске библиотеке "Карло Бијелицки" у Сомбору који је основан 1971. године.

## Живот и каријера дародавца
Петар Коњовић, композитор класичне музике, рођен је 5. маја 1883. године у Чуругу. Похађао је гимназију у Новом Саду, након које је уписао Српску учитељску школу у Сомбору. 
На Прашки конзерваторијум одлази 1904. године, где га као веома талентованог уписују одмах на другу годину.
Радио је као хоровођа и наставник у Земуну, предавао је у Српској музичкој школи у Београду, био инспектор за музику у Министарству просвете, директор Опере у Загребу, управник позоришта у Осијеку, Сплиту и Новом Саду. 
За професора Музичке академије у Београду постављен је 1939. године, где касније постаје и ректор, а 1946. године бива изабран у звање редовног члана Српске академије наука и уметности, на челу чијег се Музиколошког института налазио од 1948. до 1954. године. 
Био је члан Чешке академије. 
Као књижевник, објављивао је монографије, есеје и чланке. Његова  богата преписка чува се у Рукописном одељењу Матице српске.
Музичка школа у Сомбору носи његово име од 1983. године.
Петар Коњовић преминуо је у Београду 1970. године, где је кремиран, а 6. октобра урна је пренесена у Сомбор, на Велико православно гробље. 

## Историјат формирања легата
У фебруару 1971. године редитељ др Јован Коњовић из Београда поклонио је Библиотеци део личне библиотеке свог оца, композитора Петра Коњовића. Од ове грађе формиран је посебан фонд – библиотека целина Петра Коњовића.

## О легату
Ову поклон-библиотеку чини 557 јединица библиотечко-информационе грађе које обухватају 326 монографских и 231 серијску публикацију.
У легату се налазе и четири јединице које су раритети.
Фонд легата уписан је у посебну књигу инвентара. Формирана су два лисна алфабетска (абецедна) каталога – за монографске и за серијске публикације.
Легат је смештен по текућем броју (numerus currens) и чува се издвојен на Научном одељењу.

## Галерија
- Легат Петра Коњовића
- Легат Петра Коњовића